# Got My Number
"Got My Number" é uma canção da cantora alemã Kim Petras, contida no seu álbum de estreia, Clarity (2019). Foi lançada em 2 de maio de 2019 pela BunHead, servindo como segundo single promocional do álbum.
Na música, Kim está conversando com seu interesse amoroso para ligar para ela, se ele quiser passar a noite ao seu lado. É uma música com contexto sexual. Em divulgação da canção, foi lançado um lyric video oficial.

## Antecedentes e lançamento
Após o lançamento de "Broken", Petras volta com "Got My Number" para ajudar a aliviar sua discografia. Como a maioria das outras músicas, "Got My Number" soa fortemente influenciado pelo bubblegum pop da década de 1990, além do hip hop e synthpop. O conteúdo musical é muito otimista e consistente ao longo da faixa. Os vocais nasais agudos de Petras adicionam volume à atrevida e hiper-mulher que ela emula.
Em 1º de maio de 2019, Petras lançou o divertido e enérgico single "Got My Number". Seu mais novo lançamento, "Got Your Number", é uma brincadeira divertida e alegre, destinada a uma noite de garotas.

## Temática musical
"Got My Number" é uma canção pop saltitante, onde ela tenta fazer com que sua paixão a chame por um bom tempo. Com uma batida contundente e algumas letras abertamente sexuais, Petras deixa claro que ela está interessada em uma coisa e apenas uma coisa. "Se você quiser, pode obtê-lo/Então o que você está esperando?/Na cozinha, no balcão, na cama ou no chão, sim", ela canta.
A música se abre com o som de um telefone tocando, que é abruptamente interrompido por uma voz não identificável dizendo: "Garota..." Petras atende a outra extremidade da linha para cumprimentar o interlocutor com "E aí, vadia?" Apenas alguns segundos após o início da música, você já pode perceber a estética plástica e polida de Petras. A música pula direto para o refrão enquanto Petras canta: “Eu não quero ser uma boa garota hoje à noite/Eu só quero ser sua garota má, tudo bem/Só quero ser sua única, você deve me bater/Garoto, você tem meu número.” O refrão reflete a premissa de toda a música.
Em um ponto da faixa, a cantora solta alguns dígitos, fazendo parecer o seu próprio número de telefone na faixa. Mas, como se vê, o número é real e pertence ao amigo e colaborador frequente Jesse Saint John.
A canção se encerra com seu slogan icônico “woo-ah!”, seguido pelo interlocutor do outro lado da linha dizendo: “Segura a bolsa, mana”.

## Curiosidade
- No dia em que a música foi lançada, Kim respondeu algumas mensagens e telefonemas no telefone de Jesse.